# رامبد
منظمة الفنانين الموسيقيين ومحترفي الموسيقى ذوي الإعاقة (رامبد) هي منصة تتعاون مع كيانات الموسيقى والترفيه الحي والشركات والمنظمات في البرمجة والفرص والموارد لتمكين شبكتها العالمية من المبدعين الموسيقيين والمحترفين العاملين الذين يحددون أنفسهم على أنهم يعانون من إعاقة أو اختلاف عصبي أو حالات مزمنة أخرى. تأسست رامبد في عام 2021. تشتهر رامبد بجهودها في العمل على جعل جوائز جرامي أكثر سهولة وشمولاً للأشخاص ذوي الإعاقة.

## التاريخ
تأسست رامبد في مايو 2021، على يد الفنان التسجيلي لاتشي بعد أن كشف حديث عام بين أكاديمية التسجيل والعديد من الفنانين ذوي الإعاقة عن وجود نقص خطير في الرؤية والوصول والتمثيل للفنانين ذوي الإعاقة المحترفين.  وانضم إلى لاتشي عازفة الكمان وكاتبة الأغاني جايلين ليا، ومحترفي موسيقى ذوي الإعاقة الآخرين، لإطلاق رامبد رسميًا في يناير 2022.
منذ ذلك الحين، أقامت رامبد شراكات أو تعاونت مع منظمات موسيقية وترفيهية بارزة، بما في ذلك لايف نيشن والجمعية الأمريكية للموسيقى المستقلة وأكاديمية التسجيل و نتفليكس ونيفا وغيرها للمساعدة في تدريب وتوعية الأشخاص ذوي الإعاقة من خلال الندوات والبرامج والمنشورات. تعمل رامبد على تمكين مبدعيها من خلال برامج الإرشاد في كتابة الأغاني، ورحلات كتابة الأغاني، وفرص التطوير، وخلاطات الصناعة الراقية الموجهة نحو التكامل، مثل حفلات ديسكو هاوس التابعة لرامبد (دار مجتمع ذوي الإعاقة).

## المهمة
تتمثل مهمة رامبد في تعزيز ثقافة الإعاقة، وتعزيز إدماجهم، والدعوة إلى توفير أماكن آمنة لاستيعابهم في صناعة الموسيقى، مع السعي لتحقيق مكانة مهنية مرموقة وحرية مالية لمحترفي الموسيقى من ذوي الإعاقة. تُعرّف رامبد ثقافة الإعاقة بأنها احتفاء بالتنوع الهائل في تجربة الإعاقة، وتشمل وجهات النظر العالمية، والمساهمات، والفن، والكلمات، والموسيقى لمجتمع ذوي الإعاقة.

## عمل ملحوظ
أقامت رامبد شراكة مع أكاديمية التسجيل لتوفير إمكانية الوصول إلى حفل توزيع جوائز جرامي منذ عام 2022. وقد امتلك حفل توزيع الجوائز العالمي منصة مائلة بشكل واضح، ولغة الإشارة الأمريكية على السجادة الحمراء، وتعليق مباشر ووصف صوتي للمشاهدين المنزليين.

## الجوائز والترشيحات
| سنة  | جائزة                                                         | فئة                                              | نتيجة |
| ---- | ------------------------------------------------------------- | ------------------------------------------------ | ----- |
| 2022 | جوائز ثقافة الحياة الليلية                                    | العدالة الاجتماعية                               | فاز   |
| 2022 | قاعة مشاهير سوزان م. دانييلز للتوجيه لذوي الإعاقة             | المكرم                                           | فاز   |
| 2022 | جوائز لايبرا من الجمعية الأمريكية للموسيقى المستقلة           | جائزة إنسانية                                    | مرشح  |
| 2022 | جوائز آي بي سي                                                | جائزة التنوع والشمول                             | مختار |
| 2023 | جائزة المشروع الصفري                                          | الحل المبتكر                                     | فاز   |
| 2023 | جائزة النشيد الوطني للأكاديمية الدولية للفنون والعلوم الرقمية | منصة المشاركة المجتمعية للتنوع والمساواة والشمول | فاز   |
| 2023 | جائزة بيزي لجمعية الأعمال الموسيقية                           | وكيل التغيير                                     | فاز   |
| 2023 | جائزة إيدي للأعمال التآزرية                                   | ريادة الأعمال الإبداعية                          | فاز   |
| 2023 | مهرجان هارلم للثقافة                                          | جائزة الاستقلال الأسود                           | مرشح  |
| 2023 | جائزة الطموح الأسود                                           | ريادة الأعمال المملوكة للسود                     | مختار |
| 2024 | أدكولور                                                       | جائزة المبتكر                                    | فاز   |
| 2025 | شركة.                                                         | مؤسسات النساء 500                                | فاز   |
| 2025 | لوحة إعلانية                                                  | قائمة الفخر                                      | فاز   |